# Sphecodes arequipae
Sphecodes arequipae är en biart som beskrevs av Meyer 1925. Sphecodes arequipae ingår i släktet blodbin, och familjen vägbin. Inga underarter finns listade i Catalogue of Life.